# Cheiracanthium ligawsolanum
Cheiracanthium ligawsolanum är en spindelart som beskrevs av Alberto Barrion och James A. Litsinger 1995. Cheiracanthium ligawsolanum ingår i släktet Cheiracanthium och familjen sporrspindlar.
Artens utbredningsområde är Filippinerna. Inga underarter finns listade i Catalogue of Life.